# گلئو
گلئو (به اسپانیایی: Glew) شهری در کشور آرژانتین، استان بوئنوس آیرس است که در سال ۲۰۰۹ میلادی، حدود ۵۷٬۸۷۸ نفر جمعیت داشته است.